# Binnenstad (Paramaribo)

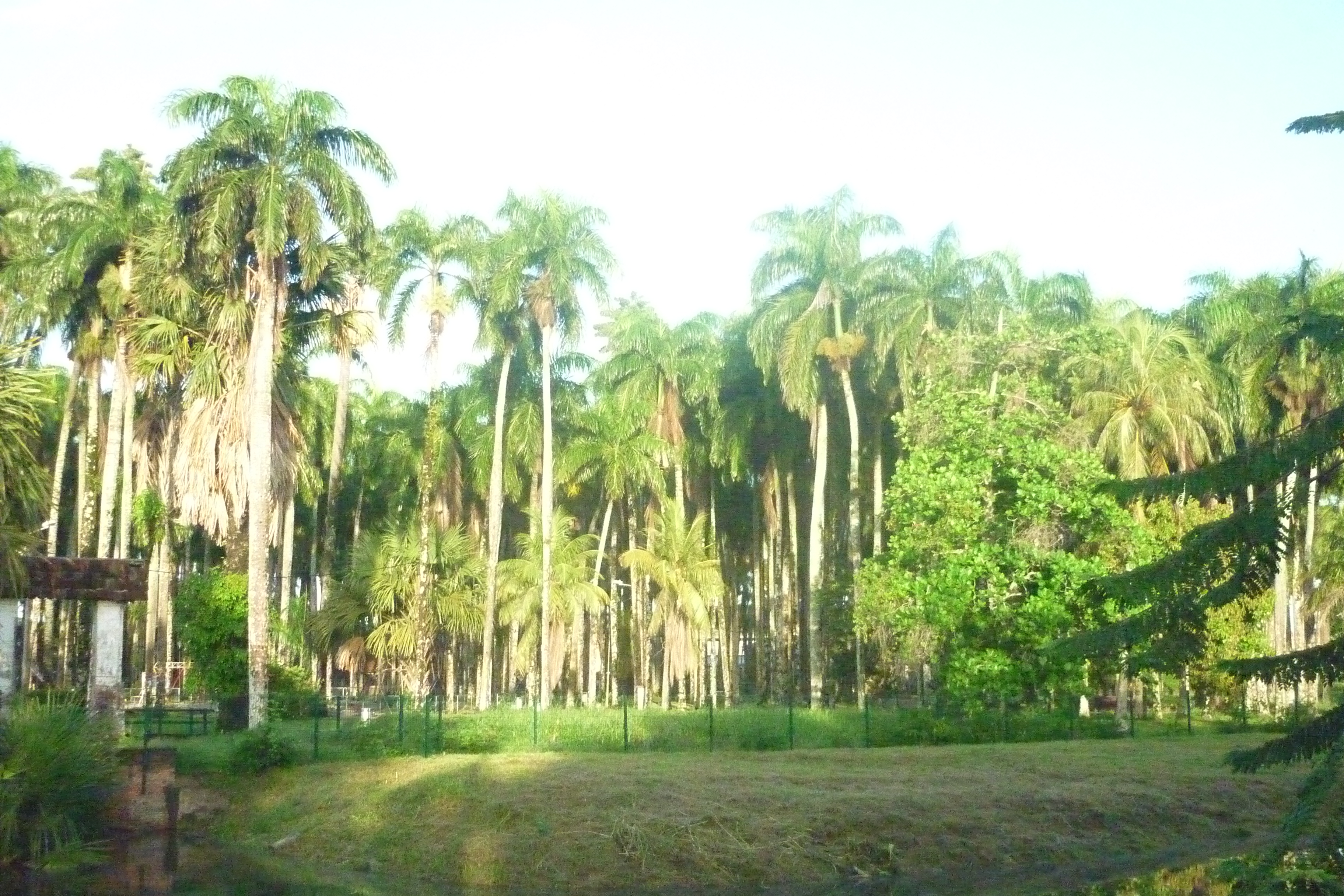
De Palmentuin in de historische binnenstad van Paramaribo.

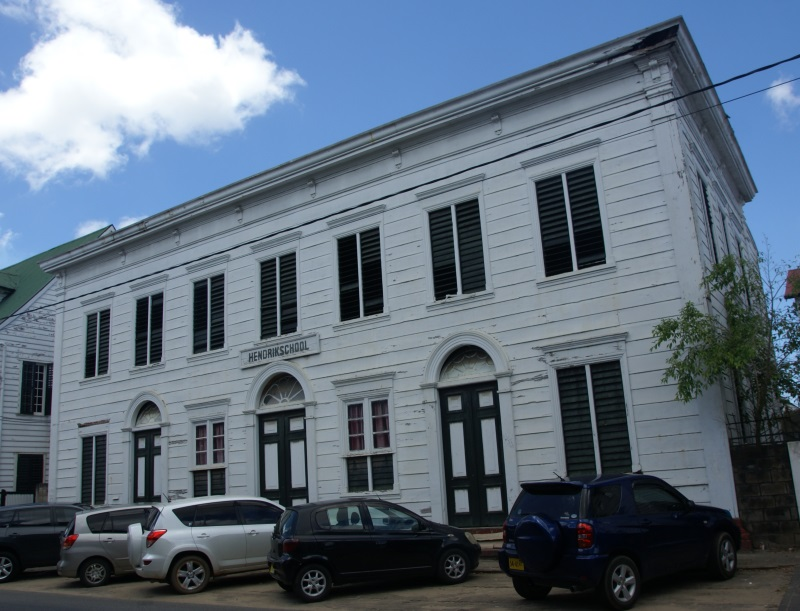
De Hendrikschool aan de Henck Arronstraat in Paramaribo.

De historische binnenstad van Paramaribo is het oudste gedeelte van het centrum van de Surinaamse hoofdstad Paramaribo en maakt deel uit van het ressort Centrum.
Vanwege de overwegend in hout opgetrokken gebouwen uit de koloniale tijd staat de binnenstad bekend als "De Houten Stad". Sinds juli 2002 staat de historische binnenstad op de Werelderfgoedlijst van de UNESCO. De bescherming wordt sindsdien gesuperviseerd door de Stichting Gebouwd Erfgoed Suriname (SGES).

## Begrenzing
De totale oppervlakte van het historische centrum van Paramaribo bedraagt 48 ha met nog eens 100 ha aan bufferzones. De historische binnenstad wordt begrenst door de Sommelsdijkse Kreek, de Tourtonnelaan, Klipstenenstraat, Heiligenweg en de Surinamerivier.
De Palmentuin en de volgende straten liggen geheel of gedeeltelijk in dit gebied:
| Grens                                                                                   | Gedeeltelijk                                                                         | Geheel | Geheel |
| --------------------------------------------------------------------------------------- | ------------------------------------------------------------------------------------ | --- | --- |
| - Surinamerivier - Sommelsdijkse Kreek - Tourtonnelaan - Klipstenenstraat - Heiligenweg | - Grote Combéweg - Henck Arronstraat - Heerenstraat - Wagenwegstraat - Maagdenstraat | - Abraham Crijnssenweg - Zeelandiaweg - Kleine Combéweg - Mgr. Wulfinghstraat - Jessurunstraat - Onafhankelijkheidsplein - Mr. F.H.R. Lim A Postraat - Mr. J.C. de Mirandastraat - Watermolenstraat - Noorderkerkstraat | - Kromme Elleboogstraat - Keizerstraat - Oude Hofstraat - Grote Hofstraat - Kerkplein - Grote Kerkstraat - Korte Kerkstraat - Wagenwegstraat - Waterkant - Knuffelsgracht |

## Stedenbouwkundige structuur
Paramaribo is ontstaan op de plek van een inheems dorp, waarbij het Fort Zeelandia werd gebouwd. Na afronding van het fort ontstond er een nieuwe koloniale nederzetting, gebaseerd op Nederlandse stedenbouwkundige principes. Zo werden er verschillende grachten aangelegd om het water uit de drassige ondergrond te reguleren. Nadeel van de tropische omstandigheden was dat in dit water snel ziektes en ongedierte konden gedijen, waardoor veel kolonisten ziek werden of zelfs omkwamen.
De historische binnenstad bestaat net als de latere uitbreidingen uit een rechthoekig schaakbordpatroon. Langs de Waterkant werden een aantal blokken 45 graden gedraaid, om ze parallel aan de rivier te laten lopen. Het rechthoekige grid komt overigens ook veelvuldig voor bij andere steden in de Nieuwe Wereld, het kent een oorsprong in het classicisme. Het is geïnspireerd door de Grieken die dit al in de oudheid toepasten, als eerste Hippodamus van Milete.

## Straten
Belangrijke straten in de oude kern zijn de Gravenstraat (nu de Henck Arronstraat), de Keizerstraat, de Heerenstraat, de Waterkant en het Gouvernementsplein (nu: Onafhankelijkheidsplein).
Daaraan grenzend vormen ook de Maagdenstraat, Steenbakkerijstraat, Jodenbreestraat, Wagenwegstraat, Heiligenweg, Zwartenhovenbrugstraat en Kromme Elleboogstraat doorgaande straten in de historische binnenstad.

## Architectuur
Het grootste deel van de gebouwen in de historische binnenstad is opgetrokken in een unieke Surinaamse bouwstijl met veel Nederlandse invloeden. Het belangrijkste bouwmateriaal was hout, dat ruimschoots voorhanden was, maar dat vanwege het vochtige tropische klimaat, intensief onderhoud noodzakelijk maakt. Een groot deel van de nog bestaande houten gebouwen heeft een monumentenstatus en zijn de reden geweest voor de erkenning van de historische binnenstad door de Unesco.
Verschillende belangrijke gebouwen zijn daarnaast met bakstenen gerealiseerd. Bakstenen werden gebruikt als ballast door de schepen die naar Suriname voeren en pas daar zware ladingen aan boord namen. Omdat de stenen vanuit Nederland over de oceaan moesten worden aangevoerd waren deze erg kostbaar en stonden daarom hoger in aanzien, dan het hout dat lokaal werd gekapt en verwerkt tot bouwmateriaal.

### Moderne architectuur
Ondanks dat een groot deel van de binnenstad uit monumentale houten bebouwing bestaat is er in de loop der tijd een aanzienlijk deel aan modernere bebouwing gerealiseerd. Met name in de jaren '50 zijn belangrijke publieke en commerciële gebouwen in het centrum gebouwd, voor nieuwe instellingen of ter uitbreiding of vervanging van bestaande gebouwen. De meeste van deze moderne gebouwen zijn ontworpen door de architect Peter Nagel. Enkele bekende gebouwen van zijn hand zijn Buiten-Sociëteit Het Park, nu de Nationale Assemblée, het hoofdgebouw van De Surinaamsche Bank (DSB), het Hoofdpostkantoor en de uitbreiding van het monumentale gebouw van de Centrale Bank van Suriname.

## Bezienswaardigheden
Een groot aantal ministeries en andere overheids- en religieuze gebouwen bevinden zich in de historische binnenstad van Paramaribo.
- De Sint Petrus en Paulus Kathedraal, het grootste houten gebouw van Zuid-Amerika, met het graf van Peerke Donders, een zalig verklaarde Nederlandse geestelijke.
- Fort Zeelandia, voormalig Engels en Nederlands fort en voormalig hoofdkwartier en gevangenis ten tijde van het militaire regime van Desi Bouterse; thans Surinaams Museum.
- Het Onafhankelijkheidsplein met ondere meer de De Nationale Assemblée, het Ministerie van Financiën, het ministerie van Justitie en Politie en het Presidentieel Paleis met daarachter de Palmentuin.
- De Palmentuin werd opengesteld in 1685 en is volledig aangeplant met koningspalmen.
- Langs de Waterkant liggen vele monumentale gebouwen, die het stadsgezicht van Paramaribo vormen vanaf de Surinamerivier.
- Readytex Art Gallery, kunstgalerie met werk van een aantal kunstenaars
- De KuS, kunstgalerie

Net buiten de historische binnenstad, maar nog in het centrum, staan in de Keizerstraat de Moskee Keizerstraat en Synagoge Neve Shalom naast elkaar.

## Monumentale woonhuizen
Naast de grote in het oog springende gebouwen met publieke functies bevinden zich enkele honderden, veelal negentiende-eeuwse monumentale gebouwen in de binnenstad, die deze het UNESCO-predicaat hebben bezorgd. Een aantal noemenswaardige (voormalige) woonhuizen zijn:
- Huis Colaco Belmonte is een voormalig woonhuis van een plantage-eigenares en tegenwoordig bedrijfsgebouw.
- Het Huis van Elisabeth Samson is het voormalig woonhuis van de bekende 'vrije negerin' en plantage-eigenares Elisabeth Samson.
- Het Huis van Nanette Samson is het voormalig woonhuis van plantage-eigenares en halfzus van Elisabeth Samson.
- Huis Du Plessis is een voormalig woonhuis van plantage-eigenares Susanna du Plessis.
- Het Benz-huis vormt het hart van de republiek Suriname, vele belangrijke (overheids)gebouwen zijn rondom dit plein gelegen.
- De Dixiebar in de koloniale tijd was er reeds een drankgelegenheid gevestigd op de plek van de Dixiebar.
- Hoekhuis aan de Waterkant is voormalige plantage-eigenaarswoning en later directeurswoning van Suralco.

## Paramaribo Urban Rehabilitation Program
De historische binnenstad van Paramaribo is vanwege de unieke ruimtelijke eigenschappen uitgeroepen tot UNESCO-wereldefgoed. Het is het toonbeeld van een voormalige Nederlandse koloniale stad uit de 17e en 18e eeuw, waar verschillende Europese en Noord-Amerikaanse invloeden samenvloeien met Creools vakmanschap. Het stedenbouwkundige ensemble is het decor voor honderden monumenten en authentiek in vormgeving, materiaal en vakmanschap. Het gebied ondergaat echter fysieke, sociale en economische achteruitgang. De oude stadskern van Paramaribo is een institutioneel en commercieel centrum geworden, waarbij de meeste bewoners zijn vertrokken naar andere wijken. Het heeft heeft ertoe geleid dat de meeste gebouwen in het centrale gebied de functie van (overheids)kantoor hebben gekregen. 70% van de 495 gebouwen in de historische zone worden momenteel gebruikt voor overheidsgebouwen en openbare diensten, 18% voor commerciële doeleinden en 12% voor woningen of blijven leeg staan. Het vormt een risico voor het behoud van de waardevolle monumentale gebouwen en het behoud van de aanwijzing van de historische binnenstad als UNESCO-Werelderfgoed.
Het Paramaribo Urban Rehabilitation Program (PURP) is in 2017 in het leven geroepen om te voorkomen dat onze historische binnenstad van de werelderfgoedlijst wordt gehaald en bij te dragen aan de sociaal-economische revitalisering van het historisch centrum. Binnen dit programma wordt er gezorgd voor verfraaiing van de Waterkant, het  parkeerbeleid wordt aangepakt en diverse overheidsgebouwen worden gerenoveerd. Er is in totaal 20 miljoen USD uitgetrokken voor het programma, beschikbaar gesteld door een leningsovereenkomst met de Inter-Amerikaanse Ontwikkelingsbank voor rehabilitatie van de historische gebouwen. Sindsdien is er gewerkt aan het in kaart brengen van de benodigde acties, door renovatie, dan wel de herbouw van historische panden. In de periode 2022-23 zullen zeven overheidsgebouwen worden opgeleverd en zal de openbare ruimte worden aangepakt

## Afbeeldingen

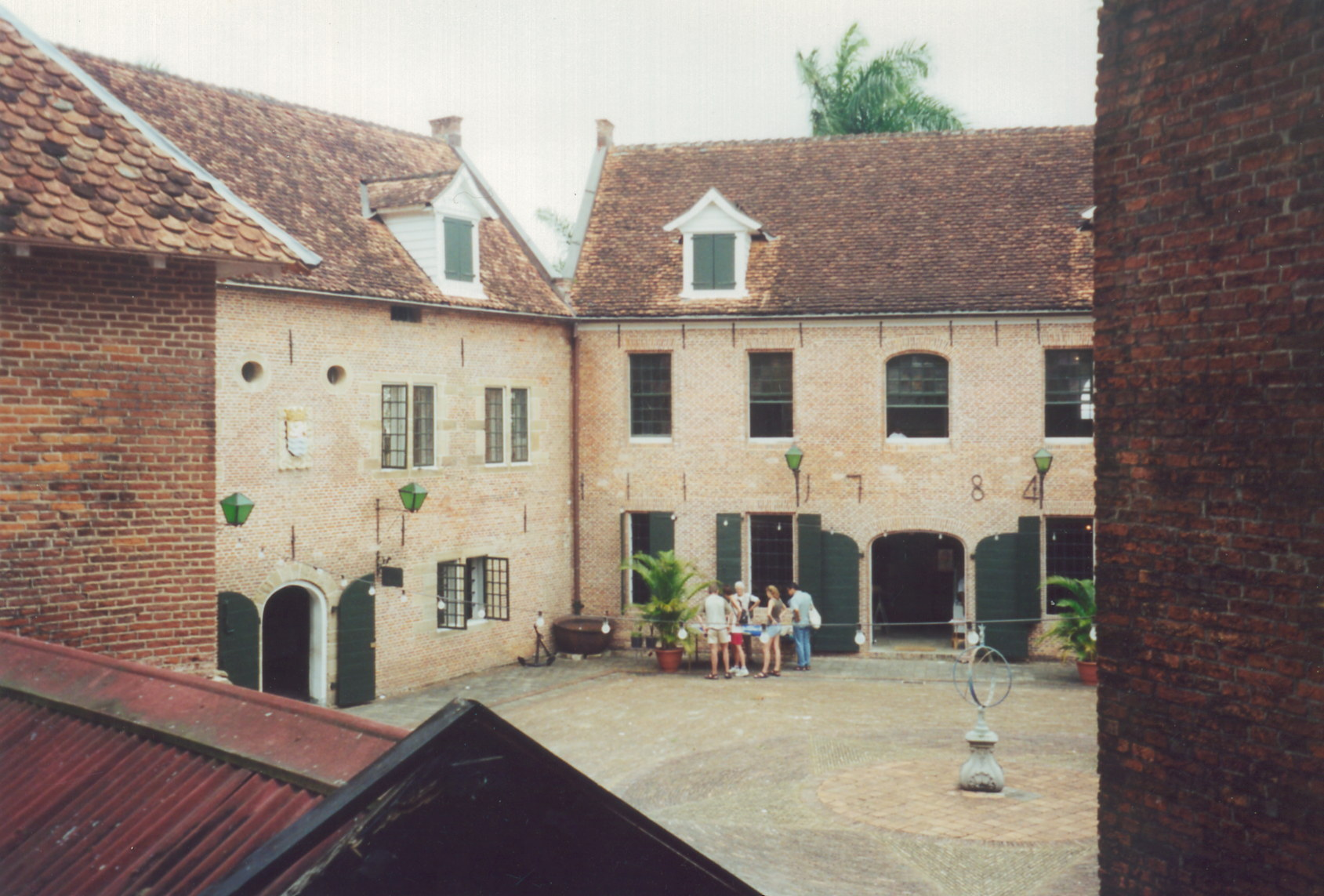
Fort Zeelandia
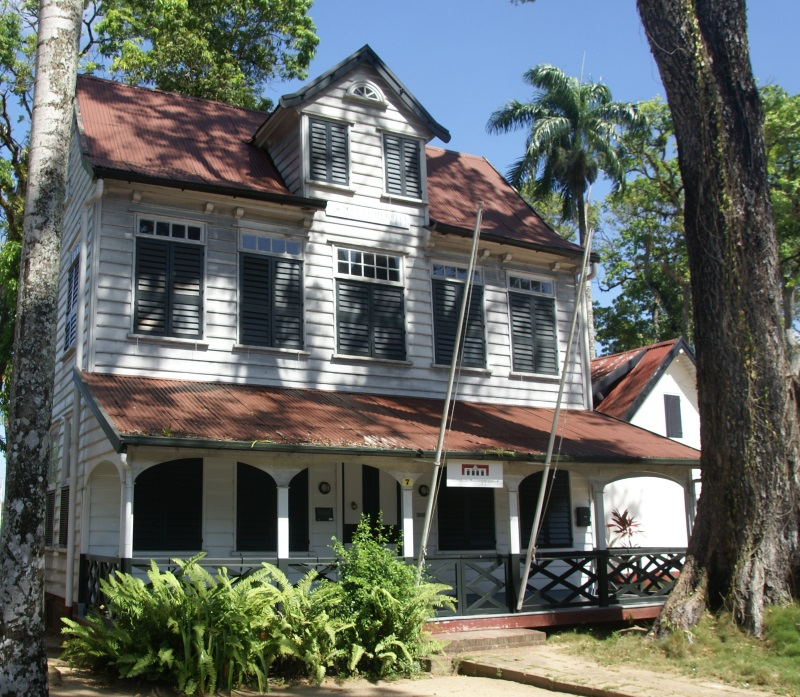
Officierswoning aan de Zeelandiaweg
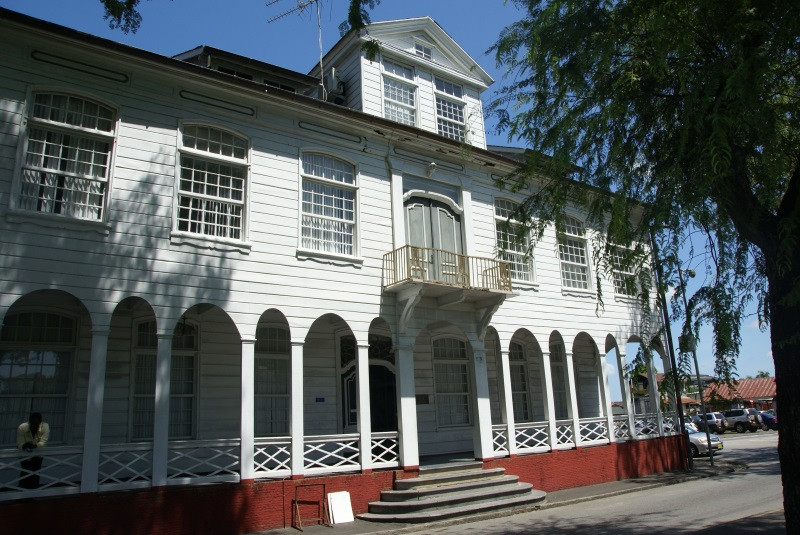
Onafhankelijkheidsplein, Huis Du Plessis
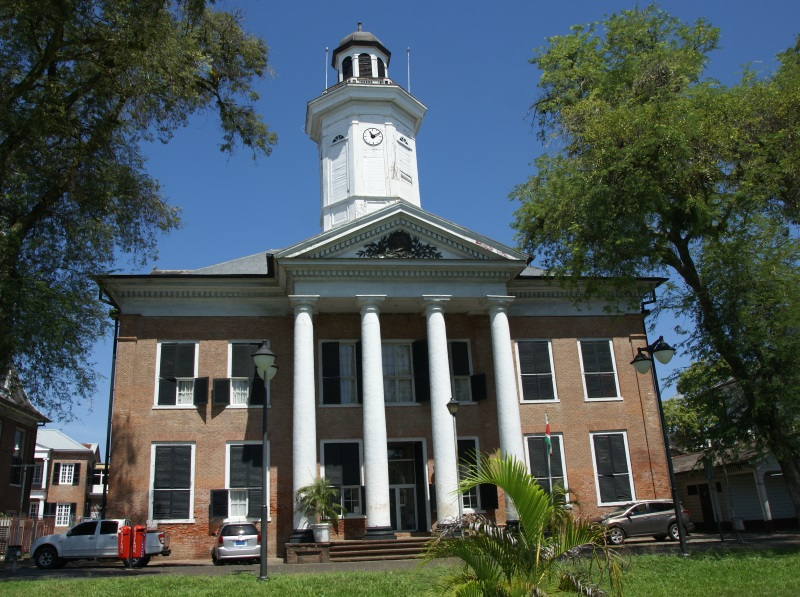
Onafhankelijkheidsplein, Ministerie van Financiën
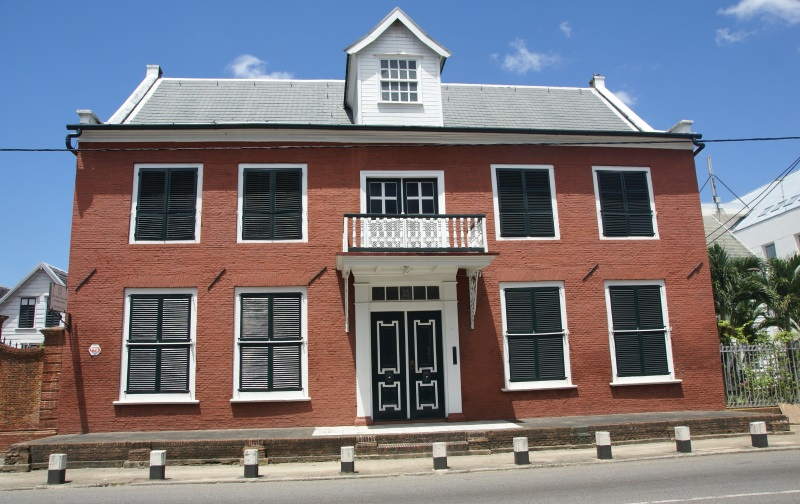
Henck Arronstraat 12: Bisschopshuis
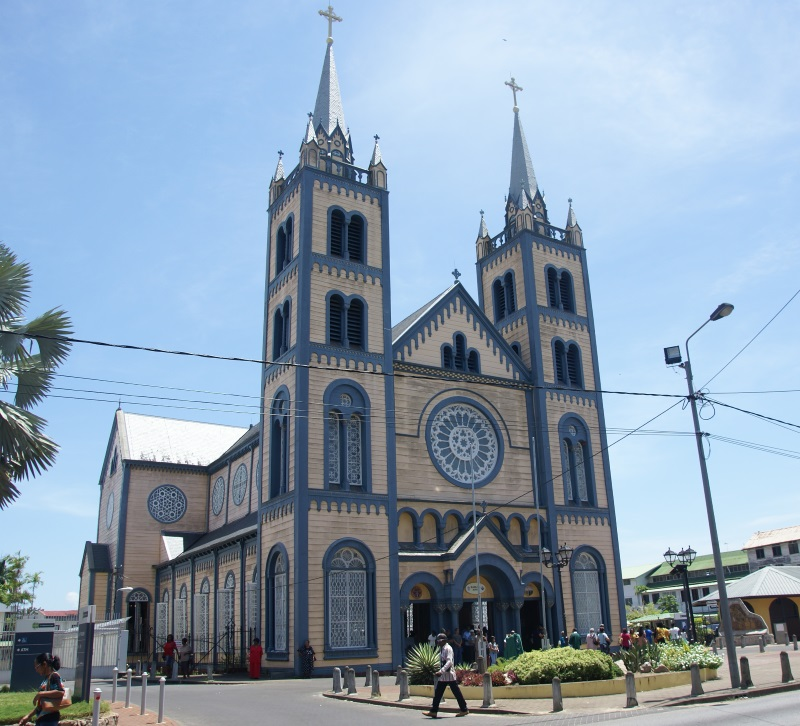
Sint-Petrus-en-Pauluskathedraal
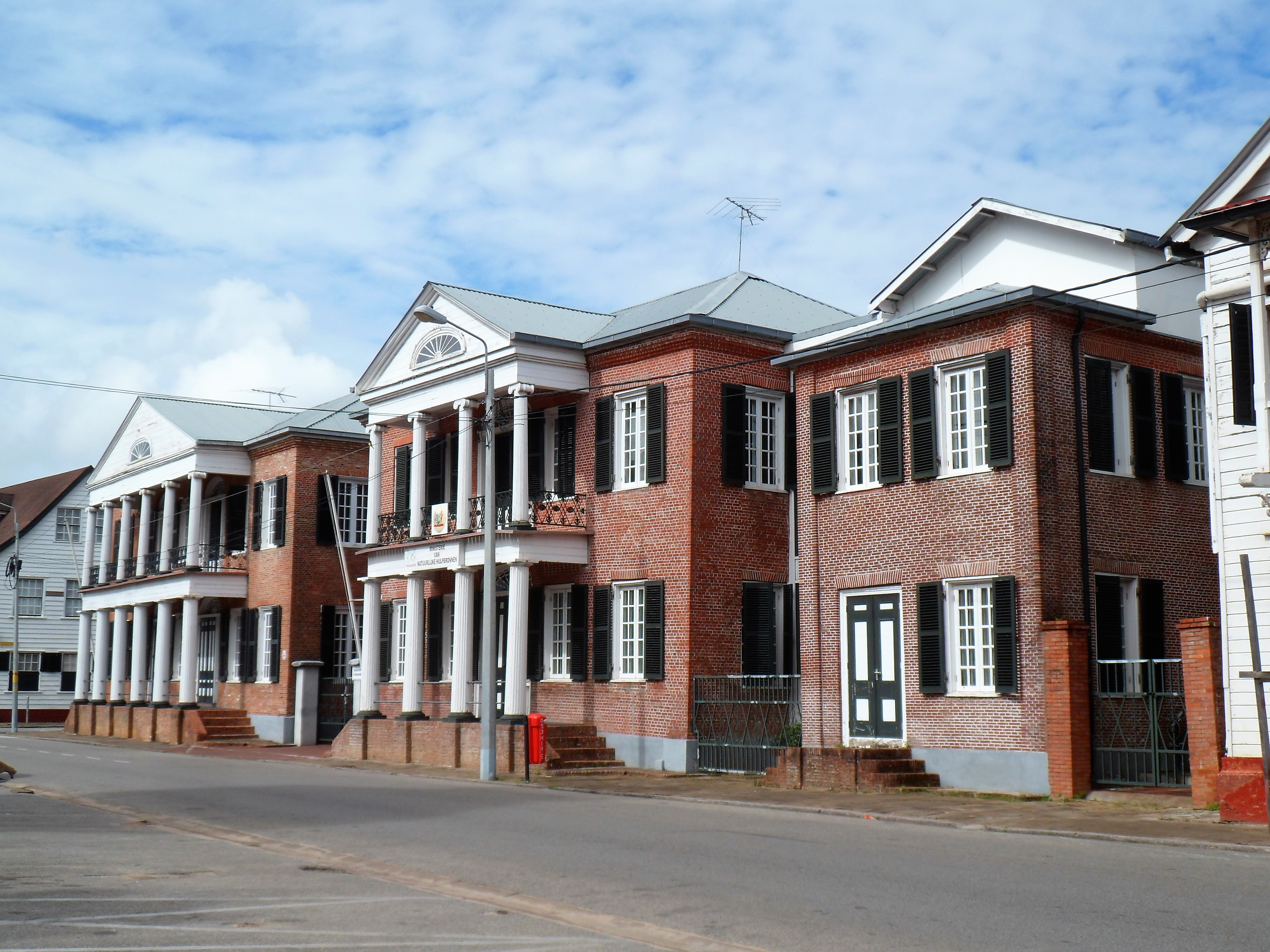
Woonhuizen aan de Mr. Dr. J.C. de Mirandastraat
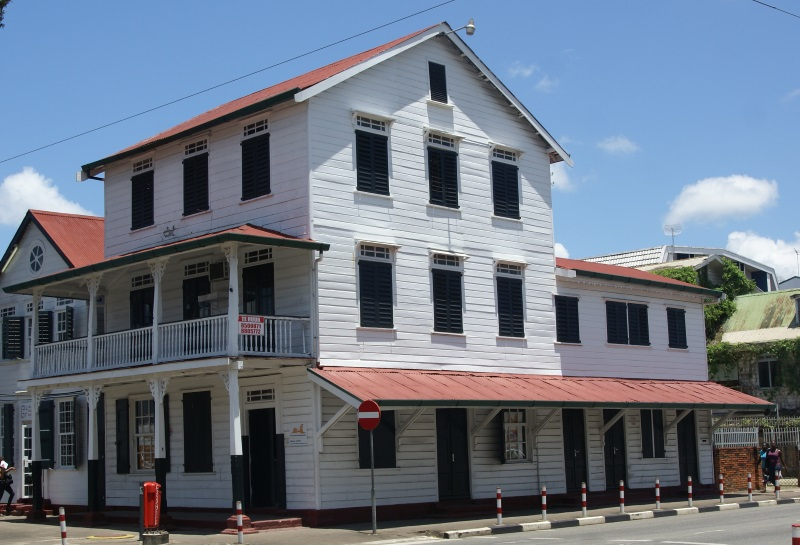
Woonhuis aan de Heerenstraat

## Kaarten

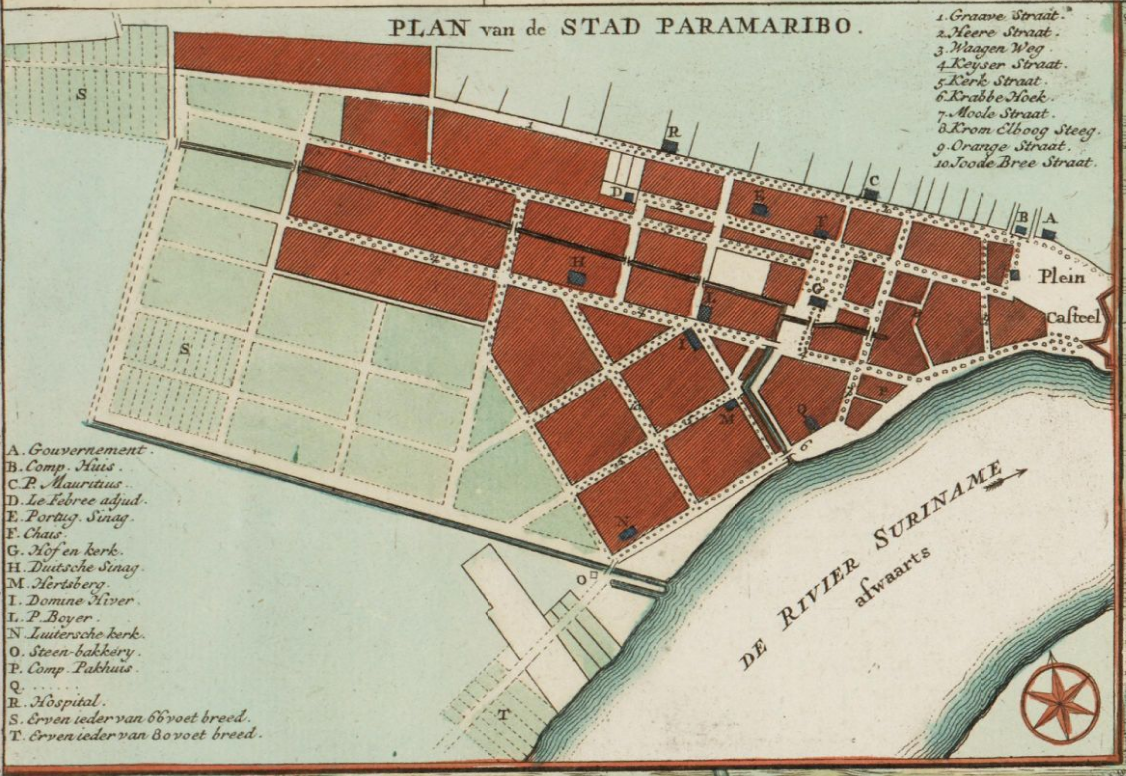
Kaart van Paramaribo in 1737
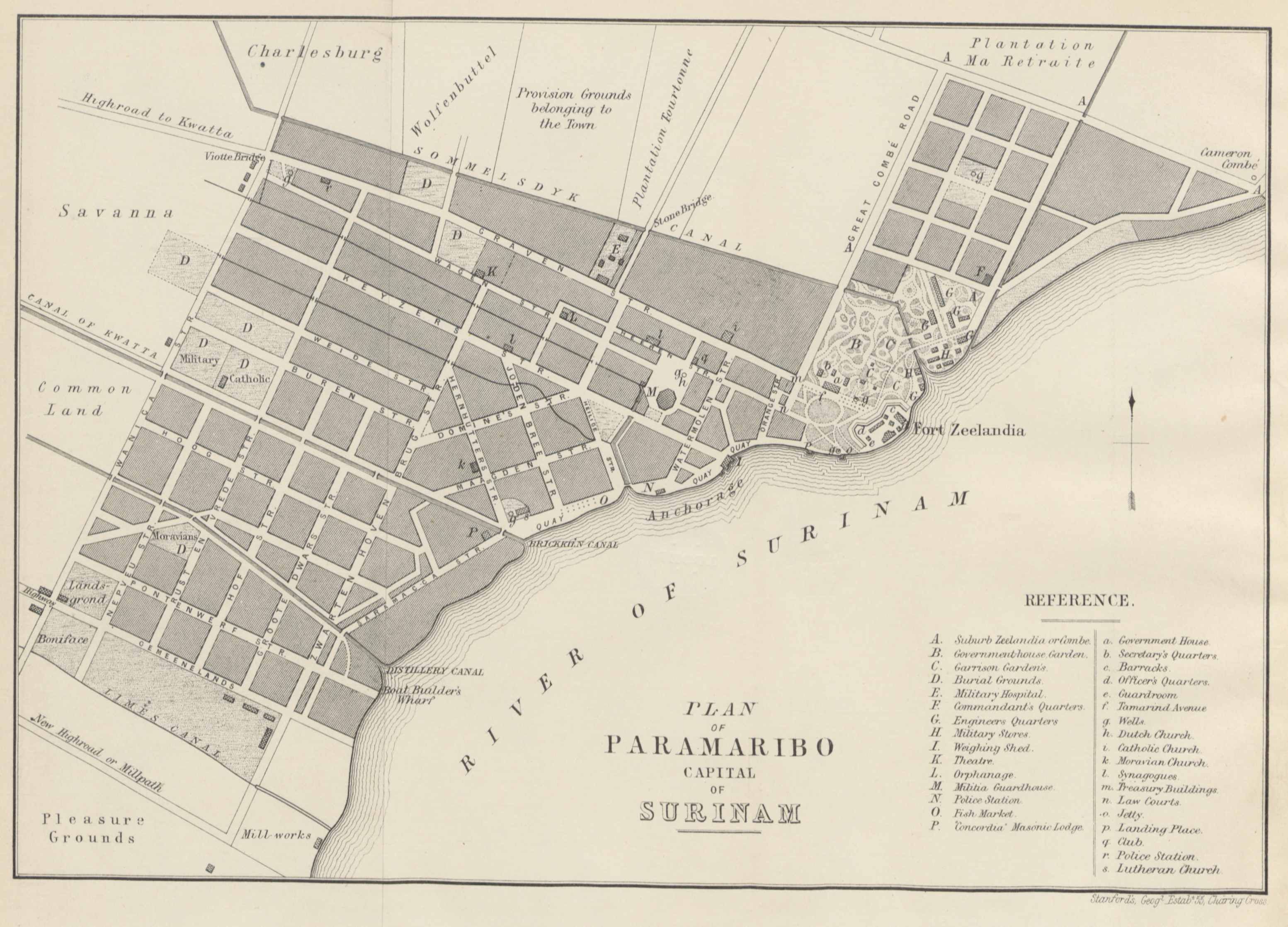
Kaart van Paramaribo in 1876